# ATSV Saarbrücken
ATSV Saarbrücken is een Duitse tafeltennisclub die sinds 1947 bestaat als onderdeel van de sportclub Turngemeinde zu Saarbrücken und St. Johann, dat op haar beurt sinds 1848 bestaat. De naam van de club werd in 1952 veranderd in Alt-Saarbrücker Turn- und Sportverein (ATSV). Het hoogste mannenteam van Saarbrücken speelde van 1980 tot en met 1992 in de Duitse Bundesliga en won in 1986 de European Club Cup of Champions.
Toen in 1985 ook het vrouwenteam landskampioen werd, was Saarbrücken daarmee na VfL Osnabrück de tweede club in de historie van de Bundesliga die zowel een mannelijke als vrouwelijke landstitel in de prijzenkast had.

## Erelijst
- European Club Cup of Champions: 1986
- ETTU Cup: 1982 en 1989
- Duits landskampioen mannen: 1983, 1984, 1985 en 1989
- Duits landskampioen vrouwen: 1985

## Selectiespelers
Onder meer de volgende spelers speelden minimaal één wedstrijd voor het vertegenwoordigende team van ATSV Saarbrücken:
Mannen:
| - Stellan Bengtsson - Peter Becker - Georg Böhm - Josef Böhm - Peter Engel - Hartmut Frank | - Helmut Grob - John Hilton - Torsten Kirchherr - Carl Prean - Jürgen Rebel | - Xie Saike - Wolfgang Scholer - Dragutin Šurbek - János Takács - Jan-Ove Waldner |

Vrouwen:
| - Csilla Bátorfi - Jutta Deppner - Éva Ferenczi - Cornelia Hoffmann | - Annette Greisinger - Judit Magos - Susanne Wenzel |